# Ca la Remei (Sant Sadurní d'Anoia)
Ca la Remei és una obra noucentista de Sant Sadurní d'Anoia (Alt Penedès) inclosa a l'Inventari del Patrimoni Arquitectònic de Catalunya.

## Descripció
Edifici entre mitgeres de tres crugies. Té planta baixa i dos pisos sota coberta de teula àrab a dues vessants. A la part posterior hi ha un pati i horts. La façana presenta capcer amb garlandes i pinacles amb voles de coronament, així com ornamentació floral, tot dintre d'una composició general presidida per la simetria i la sobrietat de les línies rectes. El llenguatge predominant a l'obra és el Noucentisme.

## Història
Ca La Remei està situada al nucli rural de Can Catasús. D'acord amb testimonis que no han pogut ser comprovats documentalment, fou construïda l'any 1925. L'edifici constitueix un exemple singular dintre del conjunt del nucli, format majoritàriament per cases populars, de comparet en el seu origen.